# Den vita kaninen
Den vita kaninen, engelska: The White Rabbit, är en litterär figur i Lewis Carrolls bok Alice i Underlandet från 1865.
Den vita kaninen förekommer i inledningen av bokens första kapitel och det är genom att följa efter kaninen ner i ett hål som Alice faller ner i Underlandet. Kaninen har väst och klocka och verkar stressad vilket gör Alice nyfiken. Kaninen återkommer sedan i flera kapitel och figurerar som något av en röd tråd genom boken. I kapitel fyra fastnar Alice inne i kaninens hus och i kapitel åtta, elva och tolv agerar kaninen som tjänare och härold åt Hjärter Dam och Hjärter Kung.